# Johann Friedrich Schäffer

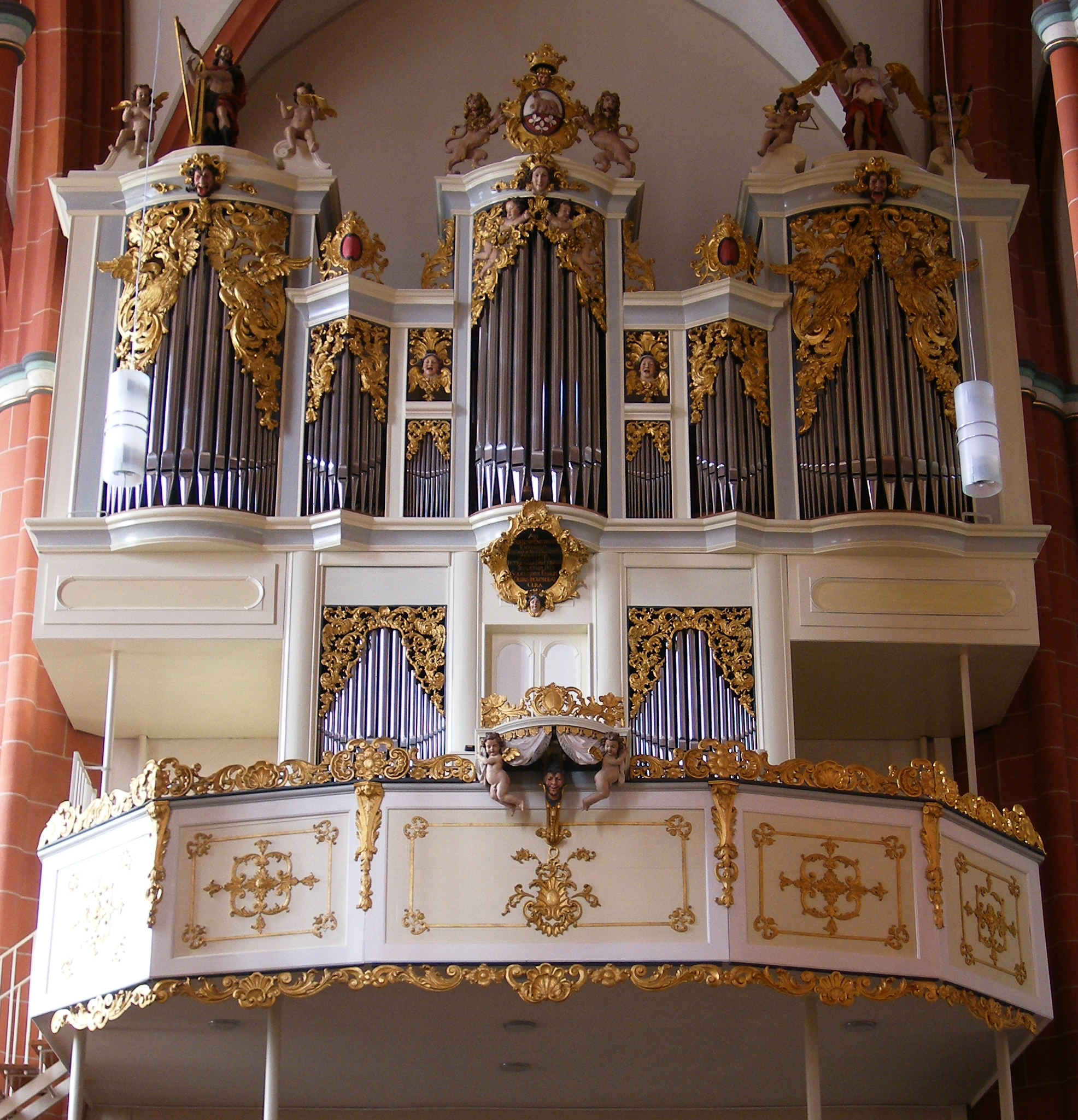
Die Orgel in Homberg (1735)

Johann Friedrich Schäffer (auch Schäfer oder Scheffer) (* nach 1685; † nach 1748) war ein Orgelbauer aus der Barockzeit, der in Hessen wirkte.

## Leben
Schäffer wurde als Sohn des Orgelbauers Jost Friedrich Schäffer und seiner Ehefrau Maria Juliana aus Langensalza geboren, der sich 1677 in Eschwege niederließ. Als Geburtsjahr wird 1686 oder später angenommen. 1731 war Schäffer in Witzenhausen angesiedelt, wechselte aber mehrmals den Wohnort. 1732 ist eine erste Orgelbautätigkeit Johann Friedrich Schäffers nachgewiesen. Als er am 28. Oktober 1732 in Wolfhagen die Witwe des Hoforgelbauers Johann Friedrich Stertzing aus Kassel heiratete, hat er möglicherweise auch dessen Werkstatt fortgeführt. In Kassel wurden 1732 und 1736 zwei Söhne getauft. Ein weiterer Sohn wurde 1739 in Wolfhagen getauft, wo seine Frau am 17. April 1741 begraben wurde. In zweiter Ehe heiratete Schäffer am 13. Mai 1744 in Korbach Dorothea Elisabeth Hagenbusch. Die 1745 geborene Tochter wurde ein Jahr später begraben. Im Dezember desselben Jahres wurde ein Sohn in Gellershausen und 1748 eine Tochter in Wolfhagen getauft, wo 1750 ein Sohn konfirmiert wurde. 1748 ist Schäffers letzte Tätigkeit als Orgelbauer bezeugt.

## Werk
Schäffers Werke sind über den Pfeifenfeldern reich mit Schleierwerk verziert und weisen meist seitliche „Orgelohren“ auf. Größere Werke verfügen über ein Brustwerk und haben wie in Homberg und Korbach einen breit angelegten Prospekt. Das Hauptwerk ist entsprechend dem „mitteldeutschen Normaltyp“ mit drei Pfeifentürmen und dazwischen eingeschossigen Flachfeldern gestaltet. Oberhalb der Flachfelder können Ornamentfelder auftreten. Das Pedalwerk ist in seitlichen Rundtürmen untergebracht. Ungewöhnlich ist das Werk in Wetterburg gestaltet, das möglicherweise für Schloss Arolsen gebaut wurde: Zwei große Rundtürme rahmen ein Flachfeld, das durch das fürstliche Wappen von Waldeck-Pyrmont abgeschlossen wird. Johann Philipp Schellhase gilt als Schüler Schäffers.

## Werkliste
| Jahr          | Ort             | Kirche                 | Bild | Manuale | Register | Bemerkungen |
| ------------- | --------------- | ---------------------- | ---- | ------- | -------- | --- |
| 1732/33, 1735 | Homberg (Efze)  | Stadtkirche St. Marien |      | II/P    |          | 1732/33 Neubau, 1735 Erweiterung um 4 Register; nur reich verzierter Prospekt von Josef Dietrich Göhring im Régencestil erhalten (heute III/P/32) → Orgel |
| 1736          | Melsungen       | Stadtkirche Melsungen  |      |         |          | nicht erhalten |
| 1737          | Oberkaufungen   | Stiftskirche Kaufungen |      |         |          | Reparatur oder Umbau; 1802 ersetzt |
| 1740          | Bad Arolsen (?) | Schloss Arolsen (?)    |      | I/P     | 7        | Möglicherweise 1846 nach Wetterburg überführt; 1862/1863 von Jakob Vogt eingreifend umgebaut; nur Prospekt erhalten                                       |
| 1742–1744     | Korbach         | St. Nikolai            |      | I/P     |          | 1982 Neubau von Dieter Noeske hinter dem erhaltenen Prospekt, der dem von Homberg ähnelt                                                                  |
| 1747          | Wolfsanger      | Johannis-Kirche        |      |         |          | Erweiterung um ein Pedal; nicht erhalten |
| 1747/1748     | Wolfhagen       | Stadtkirche            |      | II/P    |          | Umbau der Orgel von Johann Friedrich Stertzing (1725); Prospekt erhalten                                                                                  |